# Las Villamizar
Las Villamizar es una serie de televisión de drama policíaco, época y drama producida por Caracol Televisión. Cuenta la historia de tres hermanas de la alta sociedad, quienes deciden vivir una doble vida, infiltrándose en el Ejército Libertador con el fin de enfrentar al poderoso ejército español, liderado por el Coronel José María Montenegro, responsable de la muerte de su madre, 12 años atrás.
Está protagonizada por Shany Nadan, María José Vargas y Estefanía Piñeres, con la participación antagónica de Rodrigo Poisón, junto a un extenso reparto coral. Se estrenó el 18 de abril de 2022 por Caracol Televisión y finalizó el 2 de agosto de 2022.
Posteriormente, la serie se estrenó en vídeo bajo demanda el 14 de diciembre de 2022 a través de Netflix a nivel mundial, incluyendo Colombia, con dos episodios adicionales y escenas no vistas en la transmisión original.

## Reparto

### Principales
- Shany Nadan como Carolina Mariana de la Trinidad Villamizar Montero
- María José Vargas como Isabela Francisca Dominga Villamizar Montero
- Estefanía Piñeres como Leonor María de la Santa Cruz Villamizar Montero
- Rodrigo Poisón como José María Montenegro
- Eloi Costa como Julián Mauricio del Sagrado Corazón de Jesús Montenegro
- Claudio Cataño como Aurelio Velásquez
- Brian Moreno como Federico Bravo Cuellar
- Rafael Zea como Manuel Albarracín
- Alexandra Restrepo como Eulalia Susaeta Peñaranda
- Jacques Toukhmanian como Laureano Correal
- Roberto Cano como Bartolomé Hurtado
- Fernando Solórzano como Horacio Cuervo (impostor)
- Juan Manuel Hernández como Marín
- Paola Valencia como Salvación Villamizar
- Fernando Campo Curbera como Jesús Orozco
- Carlos García Ruiz como Humberto Alejandro Tobón

### Recurrentes
- Sara Pinzón como Carolina Mariana de la Trinidad Villamizar Montero (joven)
- Cristal Aparicio como Isabela Francisca Dominga Villamizar Montero (niña)
- Alanna de la Rossa como Leonor María de la Santa Cruz Villamizar Montero (niña)
- Obeida Benavides como Zenaida
- Alma Rodríguez como Carmenza Cruz
- Jimena Durán como "La Madame"
- Jorge Herrera como Horacio Cuervo
- Martha Osorio como Sor Teresa
- Humberto Dorado como Fray Carmelo
- Juan Carlos Arango como Coronel Quintero
- José Julián Gaviria como Pedro José Velázquez
- Fernando Arango como Morales
- Marianne Schaller como Lucrecia Morales
- Álvaro Benet como Rafael Ulloa
- Ana María Sánchez como María Luisa
- Paula Castaño como Sara Velasco
- Orlando Valenzuela como Roberto Bravo
- Álvaro García Trujillo como Marcelo Alejandro Pinzón
- Ella Becerra como Antonia Santos
- Nona Mateos como Cristina Fontalvo
- Aroha Hafez como Victoria Mosquera
- Charlotte de Casabianca como Sophie Belmont
- Bruno Clairefond como Michel Granjon
- Quique Sanmartín como Nepomuceno Márquez
- Alejandro Rodríguez como Miguel Saldarriaga
- Juan Carlos Ortega como Federico de la Roche
- Santiago Soto como Fray Cayetano Salazar
- Juan José Franco como Mariano Bernat
- Christophe De Geest como Alexandre Verne
- Adrián Ledo como Néstor del Castillo
- Gonzalo Sagarmínaga como Antonio Pulecio Zambrano
- Alexander Rivera como José María Chaparro
- Paola Moreno como Carlota Álvarez Rebollo
- Juan David Galindo como Duque
- Salvatore Cassandro como Pardo
- Andrés Guede como Calleja
- Fernando de la Pava
- Tatiana Gamboa como Madre de Julián Montenegro
- James Lawrence como William McCowner
- Raúl Rufo Estévez como Coronel Echevarría

### Actuación especial
- Luis Mesa como Gerardo Villamizar
- Coraima Torres como Beatriz María de Jesús Montero de Villamizar